# الرقابة على الإنترنت في تايلاند
ركزت رقابة الإنترنت في تايلاند على حجب المواقع الإباحية قبل الانقلاب العسكري في سبتمبر من عام 2006، بينما شهدت السنوات التي تلت الانقلاب تياراً مستمراً من الاحتجاجات العنيفة أحياناً والاضطرابات الإقليمية ومراسيم الطوارئ وقانوناً جديداً للجرائم الإلكترونية وقانوناً حديثاً للأمن الداخلي. نمت الرقابة سنةً بعد سنة، وتحول تركيزها إلى إهانة الذات الملكية والأمن القومي والقضايا السياسية. قُدر عدد المواقع المحجوبة بأكثر من 110,000 موقع، وافتتح مركز عمليات أمن الفضاء الإلكتروني في ديسمبر من عام 2011، وهو عبارة عن عملية حكومية متخصصة، حيث طلب من مزودي خدمة الإنترنت حجب 22,599 رابطاً منذ افتتاحه وحتى مارس من عام 2014.
أدى الانقلاب في تايلاند عام 2014 إلى فرض مزيد من القيود على محتوى الإنترنت، باستخدام سلطات المجلس الوطني للسلام والحفاظ على النظام.
صُنفت عملية تنقية محتوى الإنترنت بأنها انتقائية في المجالات الاجتماعية والسياسية وأدوات الإنترنت، حيث لم يُعثر على أي دليل لهذه العملية في مناطق النزاع أو المناطق الأمنية من خلال مبادرة الإنترنت المفتوح في نوفمبر من عام 2011. وُضعت تايلاند على قائمة مراسلين بلا حدود الخاضعة للمراقبة في عام 2011.
منح فريدم هاوس تايلاند درجة إجمالية بلغت 62 لحرية الإنترنت أي أنه لا يمكن اعتبارها بأنها حرة (حيث تعد الدرجة 0 الأفضل والدرجة 100 الأسوأ)، بسبب الرقابة السياسية الكبيرة والاعتقالات في حق المدونين وغيرهم من مستخدمي الإنترنت، لتحتل بذلك المرتبة 52 من أصل 65 دولة. صُنفت تايلاند في عام 2013، على أنها «حرة جزئياً».

## لمحة تاريخية
تتولى الشرطة الملكية التايلاندية أمر الرقابة على الإنترنت إلى جانب هيئة الاتصالات في تايلاند ووزارة تكنولوجيا الاتصالات والمعلومات.
حُظر نحو 34,411 موقعاً على شبكة الإنترنت قبل الانقلاب العسكري الذي حدث في عام 2006، من قبل الوكالات الحكومية الثلاث للأسباب التالية:
- 60% من المواد الإباحية
- 14% لبيع المعدات الجنسية
- 11% تهديدات للأمن القومي تتضمن انتقادات للملك أو للحكومة أو للجيش.
- 8% منتجات وخدمات غير قانونية
- 4% انتهاك لحقوق الطباعة والنشر
- 2% المقامرة غير المشروعة
- 1% أسباب أخرى

على الرغم من أن أغلب المواقع الخاضعة للرقابة كانت ذات محتوى إباحي، إلا أن القائمة شملت أيضاً خوادم بروكسي مجهولة لتحايلها على المواقع المحجوبة ولكونها توفر للمستخدمين الوصول إلى مواقع المقامرة. تعتبر المواد الإباحية والمقامرة على وجه التحديد من الأمور غير القانونية في تايلاند.
قاد الجيش في تايلاند انقلاباً غير دموي على حكومة رئيس الوزراء المُنتخب تاكسين شيناواترا في 19 سبتمبر من عام 2006. تضمن الأمر الخامس الذي وقعه زعيم الانقلاب سونثي بونياراتجلين في اليوم الأول بعد الانقلاب في 20 سبتمبر، فرض الرقابة على الإنترنت وتعيين سيتثيكاي فوشايودوم «الرقيب الرسمي للانقلاب العسكري»، بصفته وزيراً لوزارة تكنولوجيا الاتصالات والمعلومات.
أصبحت تايلاند واحدة من دول آسيا التي تطلب من حكومتها تصريحاً من المحكمة لحظر محتوى الإنترنت (المادة 20)، بعد قانون الجرائم الإلكترونية الجديد في يونيو من عام 2007، حيث تشمل الأنشطة غير القانونية بحسب قانون الجرائم الإلكترونية في تايلاند، إدخال بيانات فاحشة أو مزيفة أو خاطئة قد تسبب أذية شخص من العامة أو أذية الأمن القومي؛ إضافةً إلى البيانات التي تسبب جريمة جنائية مرتبطة بالأمن القومي أو الإرهاب، حيث تطال المسؤولية أيضاً مزودي خدمة الإنترنت الذين يدعمون مثل هذه الأنشطة المخالفة للقانون أو يسكتون عنها عمداً. يحمل القانون مسؤولية مدنية وجنائية للأفراد الذين ينشرون صوراً علنية لأشخاص آخرين قد تؤدي إلى تشويه سمعتهم أو تعريضهم للعار أو الكراهية أو الاحتقار (المادة 16).
أنشئت الحكومة مركز عمليات أمن الفضاء الإلكتروني في أواخر عام 2011، الذي يراقب المواقع الإلكترونية ووسائل التواصل الاجتماعي، ويؤمن لمزودي خدمة الإنترنت قائمة الحظر المحدثة باستمرار، والتي تتضمن المنشورات على موقعي فيسبوك وتويتر. لا يوجد أي مراجعة قضائية لقائمة الحظر الصادرة عن مركز عمليات أمن الفضاء الإلكتروني.
تسمح المادتان 18(2) و18(3) من قانون الجرائم الحاسوبية لعام 2017 للسلطات بالوصول إلى بيانات المستخدمين التي تتضمن بيانات مرورهم، دون الحاجة لأمر من المحكمة الذي قد تصدره للمساعدة في التحقيقات المتعلقة بقانون الجرائم الحاسوبية أو غيره من القوانين، بينما تسمح المادة 18(7) للسلطات التي تمتلك أمراً من المحكمة بإجبار مزودي الخدمات على مساعدتهم في فك شيفرة البيانات المشفرة، ما يقلل من أهمية استخدام أدوات التشفير التي تهدف لحماية خصوصية المستخدم.

## الأساليب
تحجب ووزارة تكنولوجيا الاتصالات والمعلومات المواقع من خلال «طلب» الحظر من 54 مزود خدمة إنترنت تجاري وغير ربحي في تايلند بشكل غير رسمي، وعلى الرغم من أن مزودي خدمة الإنترنت ليسوا مجبرين قانونياً على الامتثال لهذه الطلبات إلا أن الأمين الدائم لوزارة تكنولوجيا الاتصالات والمعلومات كريزورن بورنساثي كتب في عام 2006، أن مزودي خدمة الإنترنت الذين لا يمتثلون لطلبات الحجب سيعاقبون من قبل الحكومة من خلال تقييد النطاق الترددي أو من خلال تجريدهم من رخصة العمل، وهذا ما يعتبر طريقةً قسرية لإجبارهم على الامتثال للوزارة.
يجري حظر المواقع من خلال محدد موقع الموارد الموحد (URL) أو بروتوكول الإنترنت أو من خلال كليهما معاً، ومع ذلك فإن 20% فقط من المواقع المحجوبة يمكن تحديدها بواسطة بروتوكول الإنترنت، بينما لا يمكن تحديد 80% منها في موقع مادي معين. إذا حُددت هذه المواقع على أنها تقع في تايلاند، عندها سيتم اتخاذ إجراء قانوني في حق مشغليها، وبالتالي تتمثل الرقابة الرئيسية بعدم وجود بروتوكول للإنترنت.
تُستخدم العديد من التقنيات لفرض الرقابة على الإنترنت مثل الذاكرة المخبأة أو من خلال إدراج اسم نطاق أو بروتوكول إنترنت في القائمة السوداء، أو إعادة التوجيه ببساطة إلى صفحة رئيسية حكومية. يُعتبر إدراج الموقع في القائمة السوداء مفيداً لهذا النوع من الرقابة على الويب لأن مديري الموقع لن يكونوا على علم بحظر مواقعهم على الويب. يُقال إن هذا الإجراء يُستخدم لحجب مواقع الويب غير المرغوبة.
تُفرض الرقابة على الإنترنت في تايلاند حالياً على دخول مواقع الويب فقط، على عكس جدار الحماية العظيم في الصين، الذي يفرض رقابة على جميع أشكال حركة الإنترنت بما فيها الدردشة عبر التراسل الفوري، يمكن لمستخدمي الإنترنت في تايلاند التفاعل مع غيرهم من المستخدمين دون أي رقابة.
تم التعامل مع محركات البحث العمالقة مثل غوغل وياهو!، للتحقيق في القدرة المحتملة على الوصول إلى صفحات الويب الخاصة بهم والتي تُخزن مؤقتاً في تايلاند، وهي تقنية شائعة تستخدم للتحايل على الحظر.

## أمثلة عن المواقع المحظورة

### شبكة 19 سبتمبر ضد الانقلاب
حُظرت هذه الشبكة ست مرات منذ فبراير من عام 2007، ورفضت الحكومة الاعتراف بمسؤوليتها فيما يتعلق بالحظر.

### التمرد الجنوبي
تُحظر جميع المواقع المرتبطة بتمرد جنوب تايلاند المسلم، وخصوصاً تلك المواقع التي تدعم منظمة باتاني المتحدة للتحرير، وهي عبارة عن مجموعة محظورة تعمل بهدف إنشاء دولة إسلامية منفصلة.

### المواقع الإخبارية الخارجية
تم حظر كل من موقع (بي بي سي وان) و(بي بي سي تو) و(سي إن إن) و(ياهو! نيوز) وموقع صحيفة ذا بوست انتيلجينسر (سياتل، الولايات المتحدة الأمريكية)، وصحيفة ذا إيج (ملبورن، أستراليا) بسبب محتواهما السياسي المتعلق بالوضع في تايلاند.
في أعقاب الانقلاب التايلاندي لعام 2014، قام المجلس الوطني للسلام والنظام، المجلس العسكري الحاكم، بحظر موقع ديلي ميل الإلكتروني بعد أن نشر الموقع شريط فيديو لولي عهد البلاد وحفلة زوجته، في انتهاك لقوانين حرمة الذات الملكية الدي يحظر نشر مواد مسيئة للعائلة المالكة التايلاندية.

### منتديات الويب ومنتديات النقاش
حُظرت جميع منتديات الإنترنت والنقاش مثل جامعة منتصف الليل وموقع براتشاتاي وموقع بانيب، وهذا ما جعل من النقاش السياسي العقلاني أمراً صعباً للغاية.

### مواقع مشاركة الفيديو
حُظر عدد من مواقع الفيديو مثل كامفروج بحجة تصرف الأشخاص بطريقة غير لائقة على كاميرات الويب. تم التراجع لاحقاً عن الحظر بعد اكتشاف أن موقع كامفروج قد شكل وسيلة اتصال رئيسية لذوي الإعاقة وكبار السن، بينما بقيت مواقع الفيديو الأخرى محجوبة. 
حُظر موقع يوتيوب عدة مرات، منها الحظر الكامل الذي حصل بين 4 أبريل و31 أغسطس من عام 2007، بسبب أحد مقاطع الفيديو الذي اعتبر مسيئا للنظام الملكي. وافقت الشركة الأم ليوتيوب وهي جوجل على مساعدة وزارة تكنولوجيا المعلومات والاتصالات في تايلاند على حظر مقاطع الفيديو الفردية ما جعل عرض باقي الفيديوهات قانونياً في تايلاند. استمر حجب الموقع لمدة 5 أشهر تقريباً، على الرغم من أن المستخدم الذي نشر الفيديو المسيء قد حذفه طواعيةً.

## معارضة الرقابة على الإنترنت
كان التدخل في الاتصالات، بما في ذلك الإنترنت على وجه الخصوص، أمراً محظوراً بموجب المادة رقم 37 وحرية التعبير التي تحميها المادة رقم 39 من دستور «الشعب» لعام 1997. مع ذلك، كان الإجراء الأول للجيش عقب الانقلاب هو إلغاء الدستور والبدء في صياغة دستور آخر، كما كلفت وزارة تكنولوجيا المعلومات والاتصالات كلية الحقوق في جامعة سوخوثاي ثماثيرات المفتوحة، بإيجاد قوانين أو ثغرات تسمح بمثل هذه الرقابة. قدمت عدة منظمات عريضة إلى اللجنة الوطنية لحقوق الإنسان في تايلاند.